# NGC 3318B
NGC 3318B (другие обозначения — ESO 317-53, MCG -7-22-27, AM 1035-411, IRAS10353-4112, PGC 31565) — спиральная галактика с перемычкой (SBc) в созвездии Паруса.
Этот объект не входит в число перечисленных в оригинальной редакции «Нового общего каталога» и был добавлен позднее.
Галактика NGC 3318B входит в состав группы галактик NGC 3318. Помимо NGC 3318B в группу также входят NGC 3250, NGC 3250B, NGC 3250E, NGC 3318, ESO 317-17, ESO 317-19, ESO 317-21 и ESO 317-23.